# Tommy Hamill
Thomas "Tommy" Hamill (data de nascimento desconhecida - morte em abril de 1996) foi um futebolista norte-irlandês que atuava como zagueiro.

## Carreira
Hamill competiu na Copa do Mundo FIFA de 1958, sediada na Suécia, na qual a sua seleção terminou na sétima colocação dentre os 16 participantes.